# Reflejo de prensión

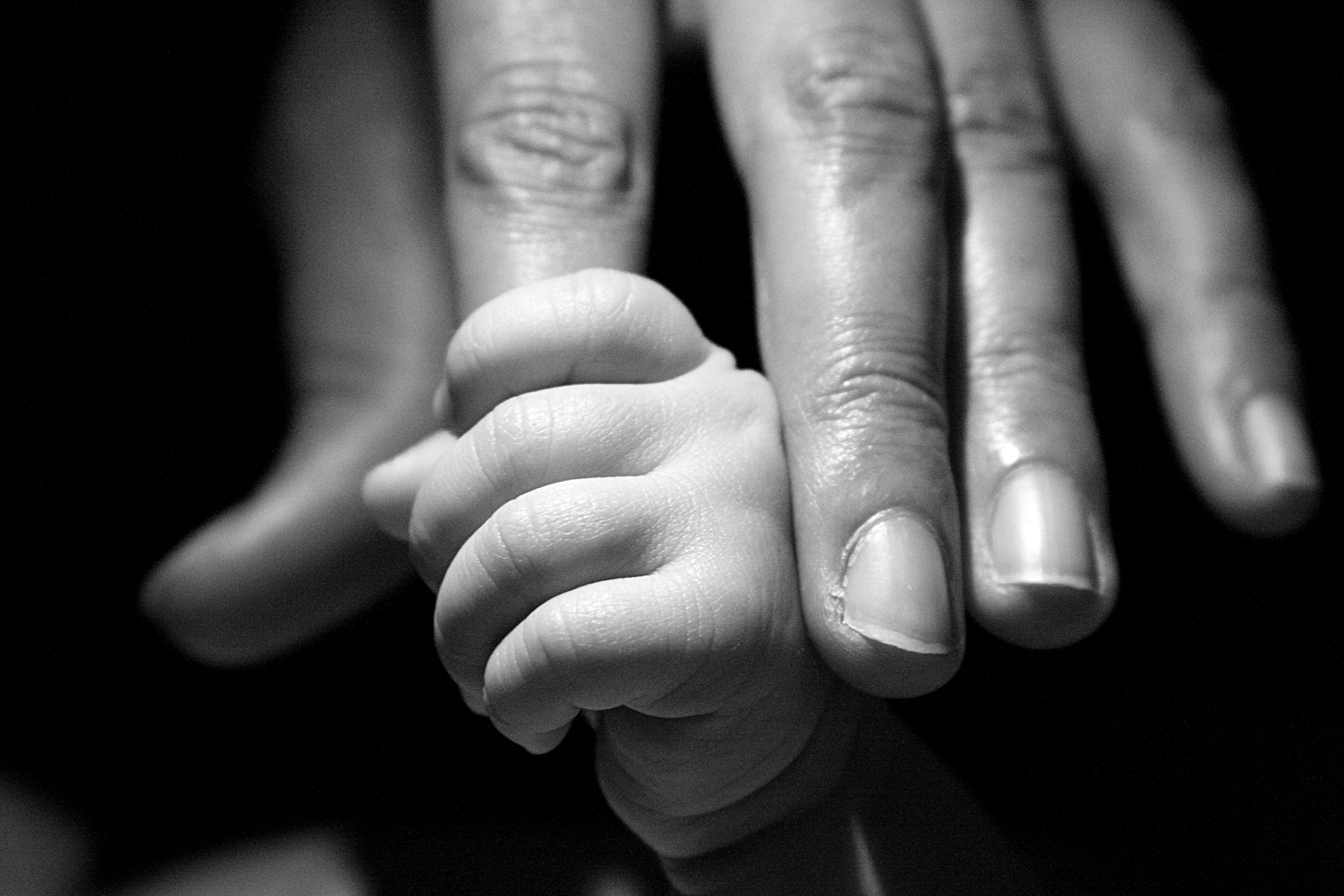
Reflejo de agarre (grasping)

El reflejo de prensión, llamado en ocasiones reflejo de grasping (del ing. grasp [agarrar]), prensil o de agarre es un reflejo que se da en los seres humanos durante las primeras semanas de vida, generalmente hasta los cuatro o seis meses de edad. 
Se caracteriza por el cierre de la mano en torno a cualquier objeto que toque su palma. Con el tiempo evolucionará hacia una actividad voluntaria. Si más allá de los seis meses continúa como conducta refleja se puede considerar como signo patológico en el desarrollo.
La presencia e intensidad de un reflejo es una señal importante de funcionamiento y desarrollo del sistema nervioso.
Muchos reflejos en los bebés desaparecen a medida que el niño crece, aunque algunos permanecen a lo largo de la vida adulta. Un reflejo que todavía esté presente después de la edad en la que normalmente desaparecería puede ser un signo de daño cerebral o daño al sistema nervioso.
Los reflejos de los bebés son respuestas que son normales en ellos, pero anormales en otros grupos de edades.
- Datos: Q7884476
- Multimedia: Palmar grasp reflex / Q7884476